# Hongwon
Hongwon (Koreaans: 홍원) is een stad in de Noord-Koreaanse provincie Hamgyŏng-namdo.
Hongwon telt 70.923 inwoners.